# 베히역
베히역(독일어: Bäch)은 스위스 슈비츠주와 프라이엔바흐 시정촌에 있는 기차역이다. 역은 취리히호 좌안 철도 노선에 있다. 취리히와 페피콘 SZ 사이의 취리히 S-반 서비스 S8의 중간 정류장이다.